# Мочкош, София Михайловна
София Михайловна Мочкош (06.12.1929 — после 2015) — бригадир овощеводческой бригады колхоза «XXII партсъезд» Мукачевского района Закарпатской области, Герой Социалистического Труда (24.12.1976).
Родилась 06.12.1929 в селе Изки (сейчас Пилипецкой сельской общине Хустского района Закарпатской области Украины), девичья фамилия Дубанич.
После замужества жила в селе Ракошин Мукачевского района Закарпатской области.
Работала в колхозе, который сначала назывался имени Сталина, а с 1962 года — «XXII партсъезд».
Руководимая ею овощеводческая бригада в 1971—1980 гг. собирала по 340 центнеров овощей с гектара.
В 1971 году по итогам очередной пятилетки награждена орденом Трудового Красного Знамени.
Указом Президиума Верховного Совета СССР от 24.12.1976 за достижение высоких производственных показателей присвоено звание Героя Социалистического Труда с вручением ордена Ленина и золотой медали «Серп и Молот».
В 1984 году на орошаемой площади 100 га получила урожайность овощей 402 ц/га.
Умерла в селе Ракошин после 2015 года.